# Associação Esportiva de Venâncio Aires
A Associação Esportiva de Venâncio Aires, de nome fantasia Assoeva Futsal, foi uma agremiação de futsal brasileira de Venâncio Aires, Rio Grande do Sul. Fundada em 2 de agosto de 1982, foi oficialmente extinta em 31 de março de 2025.
O clube, fundado com a finalidade de organizar competições amadoras de futebol de campo e de salão no município, passou a competir profissionalmente em 2002. Seus títulos mais relevantes foram de nível estadual: Liga Gaúcha de 2017 e Campeonato Gaúcho de 2019, além de conquistar boas campanhas na Liga Nacional e em outros torneios tradicionais, como a Taça Brasil.
Presente nas raízes do desporto venâncio-airense, a Assoeva possuía categorias de base campeãs estaduais e regionais. Entre 2010 e 2024, fez parte das franquias que integram a Liga Nacional, principal competição da modalidade no Brasil.

## História
A fundação da Associação Esportiva Venâncio Aires foi oficializada em 2 de agosto de 1982 por Almedo Dettenborn, então secretário de Educação, Cultura e Desporto da cidade de Venâncio Aires. Inicialmente, o propósito da agremiação era organizar torneios amadores locais de futebol (campo e salão). Durante as primeiras décadas, a associação concentrou-se em promover campeonatos municipais. Em 2001, sob a gestão de Vianei Hammes, a Assoeva passou a investir e estruturar seu próprio time profissional de futsal para disputar o Campeonato Gaúcho.
Sua trajetória profissional teve início na terceira divisão estadual (Série Bronze), no ano de 2002, alcançando progressos rápidos que culminaram com a promoção para a segunda divisão (Série Prata) quatro temporadas depois, em 2006. Nesse período, o clube estabeleceu parcerias importantes, a exemplo da UNISC, utilizando o nome fantasia Assoeva/ALM/UNISC/Venax em competições oficiais. Os jogos passaram a ser realizados no Ginásio Poliesportivo, apelidado de "Poli", localizado no Parque do Chimarrão e capaz de comportar 4.500 torcedores. O clube se destacou pela grande presença de público, com médias superiores à metade da capacidade total.
O ano de 2009 marcou o ingresso na Série Ouro, elite do Campeonato Gaúcho, com uma estreia memorável ao chegar na decisão e terminar com o vice-campeonato contra Carlos Barbosa. Em 2010, a Assoeva fez sua primeira participação na Liga Nacional, torneio de maior relevância do país. Desde então, disputou todas as edições e se firmou no cenário nacional. A partir de 2014, o clube viveu decisões importantes, como finais da Liga Gaúcha e fases avançadas da Liga Nacional. Sua melhor temporada foi 2017, com o título gaúcho e o vice-campeonato da Liga (em sua primeira final). No restante da década, manteve boa regularidade e chegou a vencer o Campeonato Gaúcho de 2019, conquistando o bicampeonato estadual.
Após dificuldades financeiras muito graves na temporada de 2024, o clube anunciou primariamente que se afastaria da Liga Nacional até 2027. Na noite de 31 de março de 2025, no entanto, a diretoria da Assoeva se reuniu com os sócios e comunicou a extinção do clube, após as altas dívidas levarem a administração à insolvência. Apesar dos esforços, o impasse judicial inviabilizou inclusões e exclusões de atletas junto à liga, federação e confederação, impossibilitando a manutenção das atividades esportivas.

## Ginásio
O Ginásio Poliesportivo do Parque do Chimarrão, localizado em Venâncio Aires, Rio Grande do Sul, foi o pavilhão da Assoeva. Parte integrante do complexo esportivo e cultural Parque Municipal do Chimarrão, se consolidou como um ponto de referência esportiva na cidade. A capacidade do ginásio é de 4.500 espectadores.
Além de ter sediado as partidas da Assoeva durante décadas, o Ginásio Poliesportivo (apelidado pela comunidade local como "Poli"), é central na promoção do esporte e lazer em Venâncio Aires. O espaço também é utilizado para eventos sociais, torneios escolares e outras atividades culturais. A conexão da arquibancada com a equipe transformava o ginásio em um caldeirão durante as partidas da Assoeva, principalmente em decisões eliminatórias e finais nacionais.

## Rivalidades
A Assoeva manteve rivalidades históricas com outros clubes gaúchos — em especial, Carlos Barbosa e Atlântico. Os clássicos foram aumentando de intensidade ao longo dos anos, com as três equipes protagonizando a grande maioria das decisões de Liga Gaúcha e Campeonato Gaúcho. A Liga Gaúcha de 2017, um dos maiores títulos do clube, foi conquistada sobre o rival de Erechim.
No âmbito nacional, a Assoeva avançou a fases agudas e enfrentou clubes tradicionais como Corinthians, Intelli, Jaraguá, Sorocaba e diversos outros, o que reforçava sua relevância no salonismo brasileiro. O sonho do título nacional escapou por pouco ao perder a final da Liga Nacional de 2017 para o Joinville, na prorrogação.

## Títulos
| ESTADUAIS         | ESTADUAIS                   | ESTADUAIS | ESTADUAIS  |
|                   | Competição                  | Títulos   | Temporadas |
| ----------------- | --------------------------- | --------- | ---------- |
| Rio Grande do Sul | Liga Gaúcha de Futsal       | 1         | 2017       |
| Rio Grande do Sul | Campeonato Gaúcho de Futsal | 1         | 2019       |
| Rio Grande do Sul | Supercopa Gaúcha de Futsal  | 1         | 2016       |
| Rio Grande do Sul | Copa RS de Futsal           | 1         | 2019       |

### Outras conquistas
- Copa UNISC: 2005
- Taça Alexandre Ziles: 2010
- Copa dos Vales: 2010 e 2013
- Copa Sapucaia de Futsal: 2011
- Copa Três Barras de Futsal: 2013 e 2015
- Torneio de Verão Rio do Sul: 2015
- Copa Marau de Futsal Regional: 2017

### Campanhas de destaque
- Liga Nacional de Futsal: vice-campeã em 2017
- Taça Brasil de Futsal: vice-campeã em 2016
- Campeonato Gaúcho de Futsal: vice-campeã em 2009, 2010, 2014, 2015 e 2020
- Super Copa Gramado de Futsal: vice-campeã em 2014